# Cristina Grigoraș (Ruderin)
Cristina Grigoraș (* 25. April 1990 in Huși, Rumänien) ist eine rumänische Ruderin. Sie ist vierfache Europameisterin und war Olympiateilnehmerin für Rumänien.

## Karriere
Grigoraș begann mit dem Rudersport im Jahr 2005. Bereits zwei Jahre später nahm sie an den Junioren-Weltmeisterschaften teil, wo sie auf Anhieb mit dem rumänischen Achter eine Goldmedaille gewinnen konnte. 2008 folgte eine Silbermedaille im Zweier ohne Steuerfrau der Junioren. Nach dem Herauswachsen aus dem Juniorinnenalter nahm sie zwischen 2009 und 2011 drei Mal an den U23-Weltmeisterschaften teil und gewann 2010 und 2011 jeweils eine Medaille. Ab 2009 wurde Grigoraș allerdings auch schon in der offenen Altersklasse eingesetzt, als sie eine Bronzemedaille im Doppelvierer bei den Europameisterschaften gewann. Ab 2011 schaffte sie drei Jahre in Folge den Sprung in den offenen Frauen-Achter und gewann in dieser Bootsklasse jährlich einen EM-Titel. Beim 4. Platz des Achters bei den Olympischen Sommerspielen 2012 ruderte sie ebenfalls mit.
Im neuen Olympiazyklus startete Grigoraș bei den Europameisterschaften 2013 nicht nur im Achter, sondern auch mit Andreea Boghian im Zweier ohne Steuerfrau. Auch hier gelang der Gewinn eines EM-Titels. Bei den Weltmeisterschaften belegte sie im Achter den Silberrang. 2014 konnte Grigoraș mit Laura Oprea den Silberrang bei den Europameisterschaften gewinnen, und bei den Weltmeisterschaften in Amsterdam belegte sie zwei vierte Plätze im Achter und im Zweier ohne Steuerfrau.
Grigoraș startet für den Verein Olimpia Bukarest CS. Bei einer Körperhöhe von 1,83 m beträgt ihr Wettkampfgewicht rund 72 kg.